# Bucsecs Natúrpark
A Bucsecs Natúrpark (románul Parcul Natural Bucegi) IUCN V-ös besorolású védett terület Romániában a Bucsecs-hegységben.

## Elhelyezkedés
A Brassót és Bukarestet összekötő DN1-es főút közelében helyezkedik el három megye határán:
- Brassó megye déli részén Predeal és Barcarozsnyó városok illetve Törcsvár és Alsómoécs községek területein,
- Dâmbovița megye északi részén Moroeni község területén,
- Prahova megye északnyugati részén Azuga, Bușteni, Comarnic és Sinaia városok adminisztratív területein.

## Adminisztráció
A Natúrpark adminisztrációs testületét a Romsilva Országos Erdészeti Hivatal jelöli ki és felügyeli. A Natúrpark legfontosabb célkitűzése a természeti értékek megőrzése, állat és növényvédelem, a fenntartható erdőgazdálkodás és a turizmus támogatása a természetvédelmi szempontok alapján.

## Látnivalók
A Natúrpark területén Natura 2000-es területek, természetvédelmi területek és természeti műemlékek találhatóak. A fokozottan védett természeti értékek közül kiemelkedik az Omu-csúcs, a Szfinx és a Babele. Számos kiépített tematikus tanösvényen és jelzett túraösvényen lehet végigbarangolni a legjellegzetesebb látnivalókat. 2024-ben a park 10 tematikus tanösvényt ajánlott a látogatóknak – közülük a legkönnyebb, kisgyerekeknek szóló 250 m, a leghosszabb pedig 16 km hosszúságú.

## Természetvédelmi területek
Országos jelentőségű természetvédelmi rezervátumok a park területén: Cocora-barlang, Medve-szoros, Tatár-szoros, Horoabei-völgy, Orzea – Zănoaga rezervátum, Zănoaga – Lucăcilă rezervátum, Răteiului-barlang, Turbăria Lăptici tőzegláp, Kereszt-pojána, Plaiul Hoților természetvédelmi terület, Plaiul Hoților kövület-rezervátum, Prahovai Bucsecs szakadék, Colții lui Barbeș hegység, Bucșoiu–Mălăești–Gaura szakadék, Vama Strunga kövület-rezervátum.

## Élővilág
A Natúrpark gondnoksága kiemelt figyelmet fordít a következő állatokra a park területén:
- emlősök: barnamedve, hiúz (râs), mókus, szürke farkas, gímszarvas (cerb comun), vadmacska, zerge (capra neagră), nagy patkósdenevér (liliac mare cu potcoava), kis patkósdenevér (liliac mic cu potcoava), hegyesorrú denevér
- madarak: császármadár (ieruncă), siketfajd (cocoș de munte), uráli bagoly (huhurez mare), fekete fakopáncs (ciocanitoarea neagră)
- hüllők: Pettyes gőte (Triturus vulgaris)

A következő védett növények találhatóak a park nyilvántartásában:
- cserjék: havasszépe (mirtuszlevelű rododendron, bujor de munte)
- vadvirágok: szár nélküli tárnics (gentiana acaulis), turbánliliom (lilium martagon), havasi gyopár (floare de colț), hószéli szegfű (dianthus glacialis), alpesi mák (macul galben de munte), háromszínű árvácska (havasi árvácska, viola alpina)
- fák: közönséges jegenyefenyő (albies alba), közönséges tiszafa (tisa)